# 炭素13核磁気共鳴
炭素13核磁気共鳴（たんそ13かくじききょうめい）は、核磁気共鳴（NMR）分光法を炭素に適用したものである。通常は13C NMR（カーボンサーティーン・エヌエムアール）と呼ばれ、単にカーボンNMRと呼ばれることもある。プロトンNMR（プロトン核磁気共鳴, 1H NMR）と似ており、プロトンNMRによって有機分子中の水素原子を同定することができるのと同じように炭素原子の同定を可能とする。そのため13C NMRは有機化学における構造解析の重要な手段である。13C NMRは炭素の13C同位体（天然存在比がわずか1.1%）のみを検出する。応用は医薬品純度の定量から高分子量合成ポリマーの組成の決定へと多岐にわたる。

## 化学シフト
13C化学シフトは1Hと同じ原理に従うが、化学シフトの典型的な範囲は1Hよりも約20倍広い。13C NMR化学シフトの基準物質として通常はテトラメチルシラン（TMS）中の炭素（0 ppm）が用いられる 。
13C-NMRにおける典型的な化学シフト

## 実施

### 感度
13C NMRはプロトンNMRでは直面しない数多くの測定を複雑化させる要因を持つ。13C NMRは1H NMRと比べて感度がかなり低い。炭素は天然同位体として12C、13C、14Cをもつが天然存在比98.9%と大部分を占める12Cおよび1.2×10−8 %の14Cは、スピン量子数が0であり磁気的に不活性でNMRで検出できない。13C同位体はスピン量子数1/2で磁気的に活性でNMRによって検出可能であるが天然存在比1.1%と微量である 。加えて、磁気回転比（6.728284 107 rad T−1 s−1）は1Hのわずか1/3であり、感度がさらに下がる。13Cの総合「相対感度」は1Hよりも約4桁低い。
この存在比の問題は同位体濃縮によって克服できる場合もある。
有機化合物の典型的な測定では、13C NMRは1ミリグラムの試料のスペクトルを記録するのに数時間を必要とし（1H NMRでは15から30分）、スペクトルの品質は低くなる。核双極子はより弱く、α状態とβ状態のエネルギー差はプロトンNMRの4分の1であり、ボルツマン分布の差はそれに応じて小さい。

### カップリングモード
もう一つの潜在的に複雑な事態は、炭素と水素との間の大きな1結合J結合（典型的には100から250 Hz）の存在に起因する。スペクトルを複雑化させ、感度をさらに低下させるこれらのカップリングを抑えるため、炭素NMRスペクトルは通常プロトンをデカップリングしてシグナルの分裂を取り除く。炭素間のカップリングは13Cの低い天然存在量によって無視できる。したがって、それぞれのプロトンの一に多重線を与える典型的なプロトンNMRスペクトルと対照的に、炭素NMRスペクトルはそれぞれの化学的に非等価な炭素原子について単一のピークを示す 。
さらに1H NMRと対照的に、シグナルの強度は等価な13C原子の数に通常比例せず、周囲のスピン（通常は1H）の数に大きく依存する。定量的なスペクトルが必要な場合は、繰り返しスキャンの間に核を緩和させるための十分な時間を取ることで測定ができる。
13Cスペクトルの最も一般的なモードはプロトンノイズデカップリング、オフレゾナンスデカップリング、ゲーテッド（制御付き）デカップリングである。これらのモードは、13C - H (110–320 Hz)、13C - C - H (5–60 Hz)、そして13C - C - C - H (5–25 Hz) の大きなJ値に対処するように意図されている。
ほとんどのスペクトルで使われるプロトンノイズデカップリングでは、プロトンが核スピンを変化させる範囲（23,486ガウスの磁場では100 MHz）をカバーする広い範囲（約1000 Hz）のラジオ周波数でノイズデカップラーが試料を強く照射する。プロトンスピンの急速な変化は有効な異種核デカップリングを作り、核オーバーハウザー効果によって炭素シグナル強度は増加し、それぞれの非等価な炭素は単一のピークを与えるようにスペクトルを単純化する。より大きなスピン-格子緩和時間を持つ炭素原子もあれば、より弱いNOE増強を持つ炭素もあるため、炭素シグナルの相対強度は信頼できない。
ゲーテッド（gated）デカップリングでは、ノイズデカップラーは自由誘導減衰の早い段階で閉じられる（gated on）がパルスを照射する.までの待ち時間（pulse delay）のために開かれる（gated off）。これはNOE増強を大きく妨げ、全体の感度が半分から3分の2に落ちることを代償として、個々の13Cピークの強度の積分による意味がある比較を可能にする。
オフレゾナンスデカップリングでは、ノイズデカップラーはプロトンの共鳴周波数の1000–2000 Hz高磁場また2000–3000 Hz低磁場で試料に照射する。これは13C原子のすぐ隣りにあるプロトンとの間のカップリングを維持するが、ほとんどは取り除かれるため、結合したプロトンにつき1つの余分なピークを持つ狭い多重線として13Cシグナルを観測することが可能となる（結合したメチレンプロトンが非等価でない限り。この場合はダブレットのペアが観測される）。

## DEPT

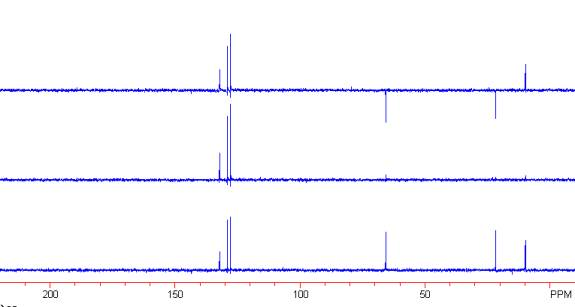
安息香酸プロピルの様々なDEPTスペクトル。
上から135°、90°、45°

DEPT(Distortionless enhancement by polarization transfer )測定は1級、2級、3級炭素原子の帰属に用いられる手法である。DEPT測定は選択角パラメータ（最後の1Hパルスの傾き角度）を変えることによってCH、CH2、CH3基を区別する。135° の角度ではCHおよびCH3に対してCH2を逆位相のシグナルとして観測する。90° の角度ではCH基のシグナルのみを観測する。45° の角度ではプロトンが結合している全ての炭素（CH、CH2、CH3基）を同位相で観測する。4級炭素およびプロトンが付いていない炭素からのシグナルは常に観測されない。
DEPT測定では1Hから13Cへの分極移動は感度が上昇するという二次的な利点がある。これに対し通常の13Cスペクトルは1Hデカップリングによる核オーバーハウザー効果によって感度が少し上がっている。

## アタッチドプロトンテスト（APT）スペクトル
分子中の炭素が何個のプロトンに結合しているかを決定する別の有用な方法としてアタッチドプロトンテスト（attached proton test: APT）がある。これは結合した水素原子が偶数か奇数かを区別する。適切なスピンエコーシークエンスはS, I2SおよびI1S, I3Sスピン系を区別することができる。前者はスペクトル中に正のピークとして現われるのに対して、後者は（下を向いた）負のピークとして現われる。ブロードバンドプロトンデカップリングは行われるため、スペクトルの相対的単純さは維持される。
この手法はCHn基を完全に区別しないものの、非常に簡単で信頼性があるため、スペクトル中のピークの割り当てや構造推定の最初の試みとして頻繁に利用される。
CHおよびCH2シグナルはAPTスペクトル上で逆の位相を持つため、偶然に一致した化学シフトを持つこれらのシグナルを区別できることもある。